# Stanisław Grocholski

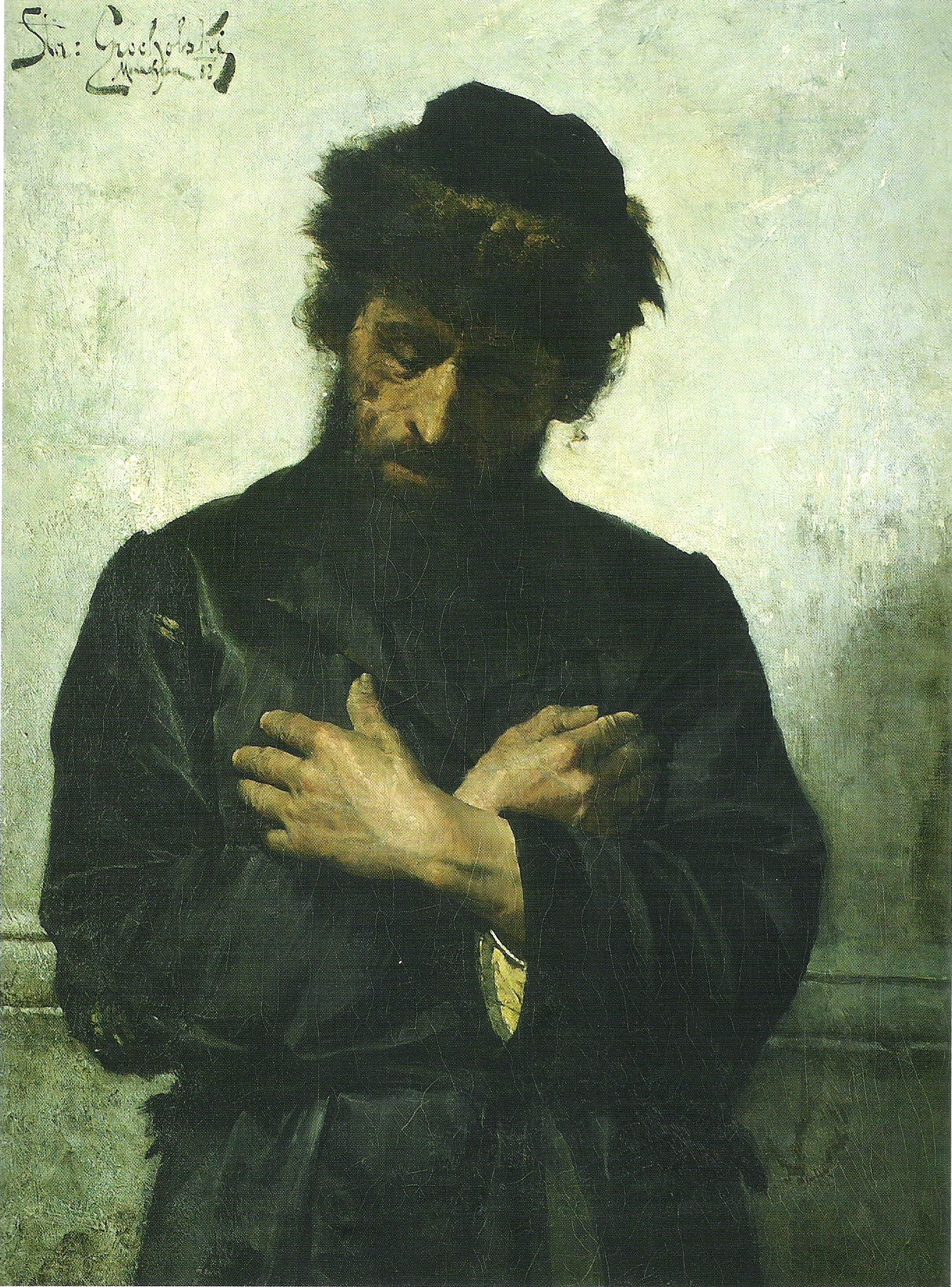
Betender Jude, 1892

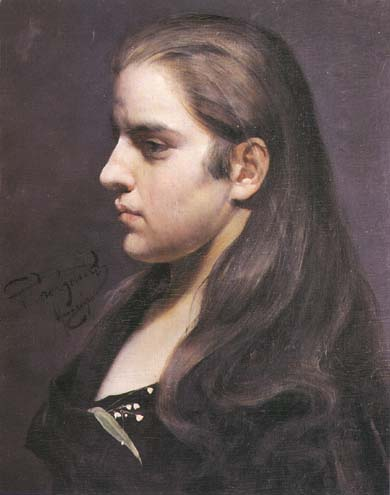
Mädchen mit Maiglöckchen

Stanisław Grocholski (* 6. Juni 1858 in Żołynia bei Łańcut; † 26. Februar 1932 in Buffalo) war ein polnischer Maler, hauptsächlich in München und in Buffalo tätig.
Er studierte Malerei zuerst 1877–1880 in Krakau bei Władysław Łuszczkiewicz und Jan Matejko, dann in Wien bei Carl Wurzinger, in Paris bei Léon Bonnat und bei Sándor Wagner an der Akademie der Bildenden Künste München.
Nach dem Studium blieb er 20 Jahre lang in München. Er hat dort ein Haus in der Villenkolonie Pasing I erworben, wo er 1891 eine Malschule eröffnete. Zu seinen Schülern gehörten u. a. Gustaw Gwozdecki, Karol Kowalski-Wierusz, Henryk Szczygliński, Soter Małachowski Jaxa. Sein Haus wurde bald zum Treffpunkt polnischer Künstler. 
1880 bis 1900 zeigte der Künstler seine Bilder im Glaspalast (München). Er nahm auch Teil an Salons in Warschau, Lemberg und Krakau. Grocholski lieferte auch Vorlagen für Holzschnittreproduktionen, die in der Gartenlaube und in polnischen Zeitschriften „Kłosy“ und „Tygodnik Illustrowany“ erschienen. Er malte Porträts und Genrebilder, die ein breites Publikum fanden. Neben dem deutschen Folklore zeigte er auch Szenen aus dem Leben polnischer Bauern und Juden. 
1901 kam er in die USA, wo er sich in Milwaukee und dann in Buffalo niederließ.

## Gemälde (Auswahl)
- Altes Ehepaar (1881)
- Frau aus Bayern (1882)
- Trocknende Wäsche (1889)
- Pietà (1901)
- Ophelias Tod
- Ein Jude
- Einmauerung einer Nonne
- Tod eines Waisenkindes
- Schma Jisrael (1892)